# Wayne (Nebraska)
Wayne es una ciudad ubicada en el condado de Wayne en el estado estadounidense de Nebraska. En el Censo de 2010 tenía una población de 5660 habitantes y una densidad poblacional de 970,83 personas por km².

## Geografía
Wayne se encuentra ubicada en las coordenadas 42°14′13″N 97°0′55″O / 42.23694, -97.01528. Según la Oficina del Censo de los Estados Unidos, Wayne tiene una superficie total de 5,83 km², de la cual 5,72 km² corresponden a tierra firme y (1,95%) 0,11 km² es agua.

## Demografía
Según el censo de 2010, había 5660 personas residiendo en Wayne. La densidad de población era de 970,83 hab./km². De los 5660 habitantes, Wayne estaba compuesto por el 93,16% blancos, el 2,14% eran afroamericanos, el 0,46% eran amerindios, el 0,67% eran asiáticos, el 0,19% eran isleños del Pacífico, el 2% eran de otras razas y el 1,38% pertenecían a dos o más razas. Del total de la población el 4,77% eran hispanos o latinos de cualquier raza.